# Hotspot (kriminologi)
Hot spots är benämningen på ett specifikt brottsdrabbat område. Inom kriminologisk forskning har bland annat Lawrence W. Sherman visat att när polisen fokuserar sina resurser till ett specifikt brottsdrabbat område, hotspots, minskar brottslighet. Den ökade direktpatrulleringen och koncentrationen i områden med hög brottslighet menar Sherman kan råda bot på majoriteten av brottsligheten samt inneha en inbyggd brottsförebyggande verkan.
I och med den tekniska utvecklingen efter 1980-talet har förutsättningarna för identifiera hotspots förfinats och idag kan brottskluster på mindre ytor, såsom kvarter eller specifika adresser uppdagas. I Minneapolis stod 5 procent av adresserna för ungefär 50 procent av all brottslighet. 

## Hot spot policing
Metoden kommer i grunden från Chicagoskolan där man försökte undersöka distributionen av brott i staden i början av 1900-talet. Experiment gjordes sedan på andra platser i USA som Minneapolis och Kansas. Hot spot policing innebär att fokusera på olika brottsförebyggande åtgärder på små mikronivåplatser, dessa mikronivåplatser är de som kallas för hot spots. En hot spot är ett område eller plats med hög koncentration av brottslighet. Det finns även så kallade hot times (svenska: heta tidpunkter) som kan beskrivas som tider eller tillfällen när flest brott begås. För att brott ska kunna begås på dessa platser måste allt sammanfalla in time and space (svenska: i tid och rum). Hot spot policing tillhör situationell brottsprevention, vilket är “möjlighetsminskande åtgärder som är riktade mot specifika former av brott, involverar förändring av platsen och gör brott svårare, mer riskfyllt, eller mindre givande för förbrytare”. Den teoretiska grunden vilar från början på social desorganisationsteori som var en föregångare till platsbaserad forskning och hot spot policing.
Studierna av hotspots har givit vetenskapligt stöd åt det problemorienterade polisarbete och arbetet med situationell brottsprevention, såsom de teoretiska perspektiven inom administrativ kriminologi: kriminologisk rational choice, rutinaktivitetsteorin och så kallad Environmental criminology (situationsbunden kriminologi). Dessa perspektiv menar att brotten koncentreras till olika områden beroende på platsens egenskaper, funktioner och användning. 
Strategin med att identifiera och ingripa i hotspots har idag blivit en vanlig polisiär strategi för att minska brottsligheten och avvikande beteenden, främst i USA.